# Andrij Djačkov
Andrij Djačkov (in ucraino Андрій Дячков?; Kiev, 28 aprile 1985) è un pallavolista ucraino, schiacciatore dell'Icemen.

## Carriera
Inizia la sua carriera nella massima serie ucraina nella stagione 2005-06, militando nel Volejbol'nyj Klub Azot e nella Lokomotyv Charkiv, con cui vince un campionato e due coppe nazionali. Nel campionato 2009-10 approda in Italia, con la maglia della Pallavolo Loreto neopromossa in Serie A1, ricevendo anche le prime convocazioni nella nazionale del suo paese. Il 23 ottobre 2009 rimane vittima di un incidente stradale, nel quale viene coinvolto anche un suo compagno di squadra, il neerlandese Kay van Dijk. I due, mentre viaggiano sull'Autostrada A14, perdono il controllo dell'auto, finendo contro il guard rail e coinvolgendo anche un autoarticolato. A causa della lieve entità dei danni subiti, viene dimesso dall'Ospedale di Ancona il giorno stesso dell'incidente.
Per l'annata successiva viene tesserato dal Volley Forlì, ma a metà stagione si trasferisce alla Pallavolo Modena, venendo poi ceduto successivamente alla Top Volley di Latina; chiude l'esperienza italiana nella Serie A2 2012-13 raggiungendo i play-off promozione con il Volley Tricolore Reggio Emilia.
Nel 2012-13 viene ingaggiato dall'Athlītikos Omilos Foinikas Syrou, militante nella Volley League greca, dove rimane anche nell'annata successiva, stavolta nelle file dell'Olympiakos Syndesmos Filathlon Peiraios, con cui conquista la Coppa di Lega. Dalla stagione 2015-16 gioca nel massimo campionato francese nell'ASUL Lyon: resta nella stessa divisione anche nell'annata successiva vestendo la maglia del Montpellier.

## Palmarès

### Club
- Campionato ucraino: 2

2008-09
- Coppa d'Ucraina: 2

2007-08, 2008-09
- Coppa di Lega: 1

2014-15